# Оттон I (князь Ангальт-Ашерслебена)
Оттон I (нем. Otto I. von Anhalt; ум. 25 июня 1304) — князь Ангальт-Ашерслебена с 1266 года, из рода Асканиев.

## Биография
Старший сын Генриха II Ангальтского и его жены Мехтильды Брауншвейг-Люнебургской.
После смерти отца стал вместе с братом Генрихом III правителем Ашерслебена (до 1270 года — под опекой матери).
В 1283 году Генрих III принял священнический сан, и с этого времени Оттон I правил один.
Жена (1283) — Ядвига Силезская (р. 1252/1256, ум. до 14 декабря 1300), дочь вроцлавского герцога Генриха III Белого, вдова Генриха Мейсенского. Дети:
- Оттон II († 24 июля 1315) — последний князь Анхальт-Ашерслебена
- София, жена графа Ульриха III фон Регенсбург-Хаймбург
- Елизавета, жена графа Фридриха II фон Байхлинген-Ротенбург.